# 莫克拉馬亞奇卡河
莫克拉馬亞奇卡河（烏克蘭語：Мокра Маячка），是烏克蘭的河流，位於該國中部，屬於馬亞奇卡河的右支流，發源自德拉比尼夫卡以南，流經波爾塔瓦州，河道全長15公里。